# Сусанне Суннфер
Сусанне Ортун Суннфер (норв. Susanne Aartun Sundfør; нар. 19 березня 1986, Геугесунн) — норвезька джазова співачка, музикантка.

## Життєпис
У 12 почала брати уроки співу.
Офіційно приєдналася до гурту Гіпертекст у 2010 році.
У лютому 2008 року нагороджена «Spellemannprisen» за найкращий жіночий спів.
У лютому 2008 року Суннфер з'явилася на норвезькому «Crown Princess» в альбомі «Королівська Високість» Метте Маріт ог Гледенскій (Печаль і радість). Суннфер співала норвезькі фолктуни / псалми «Ingen Vinner Frem til Den Evige Ro».

### Альбоми
- 2007 Susanne Sundfør (Сюсанне Сунфер)
- 2008 Take One (Візьми одну)
- 2010 The Brothel (Бордель)
- 2011 A Night At Salle Pleyel (Ніч у залі Плеєл)
- 2012 The Silicone Veil (Силіконові
- 2015 Ten Love Songs (10 Любовних Пісень)

##### Список композицій
1. «Walls»
2. «I Resign»
3. «The Brothel»
4. «It's All Gone Tomorrow»
5. «Turkish Delight»
6. «White Foxes»
7. «The Silicone Veil»